# Giurgeni
Giurgeni é uma comuna romena localizada no distrito de Ialomiţa, na região de Muntênia. A comuna possui uma área de  km² e sua população era de 1541 habitantes segundo o censo de 2007.